# ظهر (فردوس)
روستای ظِهر، روستای کوچکی است در دهستان برون از توابع بخش اسلامیه شهرستان فردوس که در فاصله ۳۰ کیلومتری شمال شرقی شهر فردوس و در نزدیکی روستای خرو واقع شده‌است.
این روستا، بر اساس سرشماری سال ۱۳۹۵، ۵۳ نفر جمعیت داشته که نسبت به سرشماری ۱۰ سال قبل (۵۷ نفر در سال ۱۳۸۵)، سالانه حدود ۰٫۷ درصد کاهش داشته‌است.